# بيجن كامكار
بيجن كامكار مغني وعازف على الأوتار والرباب والدف. ولد في عام 1949 في أرومية، ايران. هو المغني الرئيسي لفرقة كامكاران.

## الحياة
مثل بقية أفراد العائلة، درس الموسيقى مع والده، حسن كامكار. كانت أول مهنة له هي مغني الإذاعة. والآلة الأولى التي اختارها هي الطبول، لكنه بعد ذلك بدأ في العزف على الهارمونيكا والأوتار. في عام 1974، التحق بكلية الفنون الجميلة في جامعة طهران ودرس الموسيقى بآلة موسيقية خاصة. وهو من مؤسسي فرقتي الشيدا والعارف وشارك في العديد من الحفلات والأنشطة كعازف وأحيانا مغني لهذه الفرق.